# Gofraid
Gofraid est un prénom masculin irlandais. Il provient du vieux norrois Guðfriðr, qui correspond à l'allemand Gottfried. Il est parfois anglicisé en Godfrey ou Geoffrey.

## Personnes portant ce prénom
- Pour l'ensemble des articles sur les personnes portant ce prénom, consulter :
  - la liste des articles dont le titre commence par ce prénom
  - les listes produites par Wikidata : Liste des personnes de prénom « Gofraid » — même liste en incluant les éventuels prénoms composés qui contiennent « Gofraid ».
- Gofraid mac Fergusa, roi de Man au IXe siècle
- Gofraid mac Arailt, roi de Man au Xe siècle
- Gofraid ua Ímair, roi de Dublin (921-934)
- Gofraid mac Amlaíb, roi de Dublin (1072-1075)
- Gofraid Crobán, roi de Man (1079-1095)
- Gofraid mac Amlaíb, roi de Man (1153-1187)
- Gofraid mac Domnaill, prétendant écossais au XIIIe siècle